# 아나이스 비바스
아나이스 비바스(Anaís Vivas, 1989년 8월 25일 ~ )는 미국에서 태어나, 베네수엘라에서 활동하는 가수이다.